# 나이서스 라이터
나이서스 라이터(Nisus Writer, 최초에는 Nisus)는 매킨토시에서 구동되는 워드 프로세서 소프트웨어이다. 현재 나이서스 라이터는 2가지 버전, 나이서스 라이터 익스프레스와 나이서스 라이터 프로 버전으로 판매되고 있다.

## 역사
1989년에 처음 소개되었을 때 나이서스 라이터는 매킨토시의 월드스크립트 텍스트 렌더링 엔진을 이용하여 처음으로 한 문서에서 여러 개의 언어, 예를 들어 아랍어, 히브리어, 일본어 등을 칠수 있는 유일한 워드프로세서였다. 그 결과로 나이서스 라이터는 신학자나 고고학자 같은 비 로마자 스크립트를 일반 문서에 넣어야 하는 사람들에게 필수적인 도구가 되었다. 나이서스 라이터의 다른 도구로는 근접하지 않은 텍스트 선택과 편집 가능한 다중 클립보드, 초기 워드프로세서에서의 대량 돌리기를 구현, 보이스 레코딩, 인라인 주석 등이 있었다. 또한 나이서스 라이터는 grep 검색과 더불어 커맨드 라인 옵션 대신 그래픽 대화 상자로 접근 가능하였다. 이 기능들은 당시 워드프로세서들에 있던 기능들, 또한 Nisus의 QUED/M 문서 편집기와 비교해서도 강력한 기능이었다.
나이서스의 파일 포맷은 독특한 기능을 가졌는데, 모든 폰트와 포맷 정보를 파일의 리소스 포크에 저장하고, 데이터 포크엔 문서 내용만 저장하는 기능이었다. 이런 형식으로 인해 매킨토시의 다른 프로그램이나 혹은 윈도우에서 열었을시 텍스트를 읽을 수 있었다. (그러나 스타일 정보가 증발할 경우가 있을 수 있었다). 이 선조격인 크로스 플랫폼 파일 포맷은 마이크로소프트 워드같은 워드프로세서에서도 사용되었다. 동시대 워드는 맥과 윈도의 포맷이 서로 달라 파일을 읽기 위해서는 번역기가 필요로 했다. 리소스 포크에 스타일 정보를 담는 건 나중에 애플에서 도입하여 SimpleText 등에서 기본 포맷으로 사용하였다.
나이서스 라이터 6.5는 마지막 클래식 버전으로, Mac OS 9.2.2와 파워PC 기반 맥 OS X에서 구동되었으나, 이 경우 맥 OS 9를 에뮬레이팅한 클래식 환경에서만 구동되었다.
나중에 Mac OS X로 포팅된 나이서스 라이터는 근본부터 새롭게 나이서스 라이터 익스프레스로 불렸다. 나이서스 라이터 익스프레스는 기본적으로 코코아를 기반으로 하였으며, Mac OS X의 유저 인터페이스 가이드라인을 따랐다.

## 같이 보기
- 워드 프로세서 목록
- 매스매직